# Tröbigau

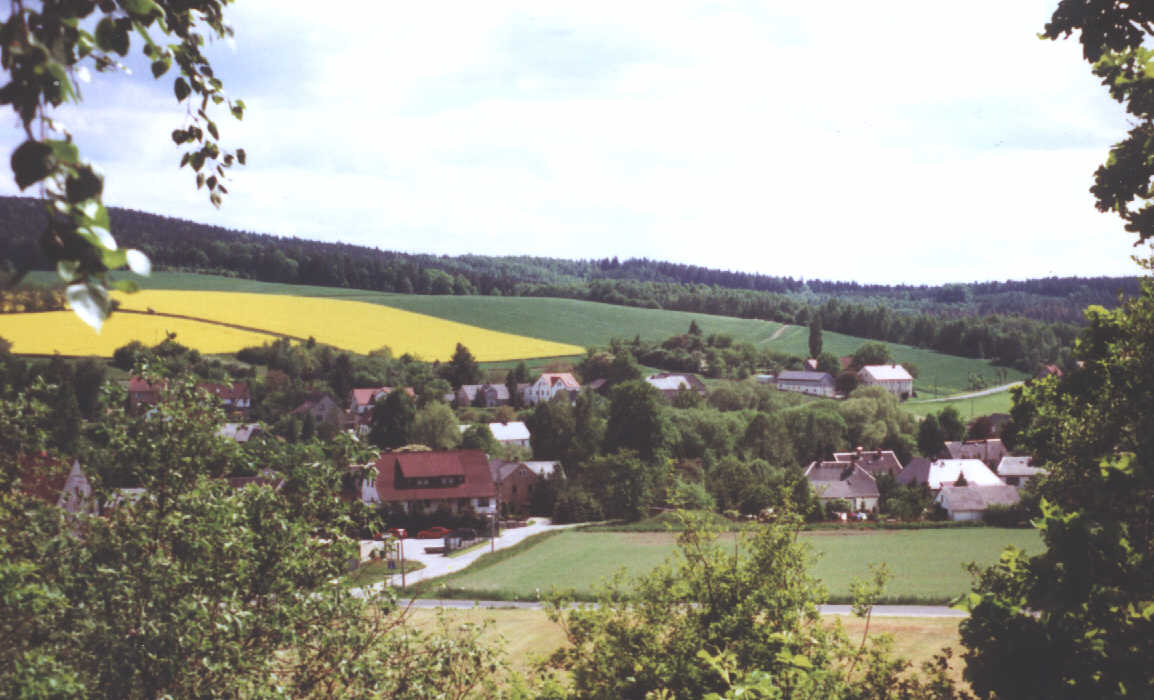
Tröbigau

Tröbigau (górnołuż. Trjechow) – dzielnica gminy Schmölln-Putzkau, w niemieckim kraju związkowym Saksonia, w okręgu administracyjnym Drezno, w powiecie Budziszyn. Leży na terenie Łużyc Górnych.

## Geografia
Dzielnica położona jest na wysokości 322 m n.p.m. Najbliższe miejscowości to: Bischofswerda (ok. 7 km), Wilthen (ok. 12 km) i Budziszyn (ok. 16 km). Stolica kraju związkowego - Drezno oddalona jest ok. 40 km.

## Historia
Pierwsza wzmianka o Tröbigau, który wówczas nosił nazwę Trebechow, pochodzi z 1374 roku.

## Religia
Większość mieszkańców należy do kościoła ewangelicko-luterańskiego, w dzielnicy nie posiadają jednak świątyni.